# Aphelenchoides jodhpurensis
Aphelenchoides jodhpurensis is een rondwormensoort uit de familie van de Aphelenchoididae. De wetenschappelijke naam van de soort is voor het eerst geldig gepubliceerd in 1969 door Tikyani.